# Campionato italiano di beach soccer 2016
La Serie A 2016 è stata la 13ª edizione della massima serie del campionato italiano di calcio da spiaggia, disputata tra il 16 giugno e il 7 agosto 2016 e conclusa con la vittoria del Viareggio, al suo primo titolo, che nella finale di Riccione ha battuto la Lazio per 7-6.
Capocannoniere del torneo è stato Emmanuele Zurlo (Catania) con 30 reti.

## Formula
L'edizione 2016 del campionato italiano di beach soccer è la 13ª organizzata dalla FIGC-Lega Nazionale Dilettanti.
La Serie A 2016 è composta da 19 squadre divise in due gironi (A e B). La strada per il titolo di Campione d'Italia è suddivisa in 5 tappe, due per ciascun girone ed una con entrambi i raggruppamenti del campionato.
Le prime quattro classificate di ogni girone si qualificano alla fase finale.

## Squadre partecipanti

### Girone A[2]
- Brescia BS
- Lazio BS
- Livorno
- Milano
- Pisa
- Romagna BS
- Sambenedettese
- Vastese BS
- Viareggio

### Girone B[2]
- Atletico Licata
- Barletta
- Canalicchio
- Catania
- Catanese BS
- Ecosistem Futura Energia CZ
- Lamezia Terme
- Napoli
- Villafranca BS
- Terranova Terracina

## Girone A

### Classifica[3]
|  | Pos. | Squadra        | Pt | G | V | N | P | GF | GS | DR  |
|  | ---- | -------------- | -- | - | - | - | - | -- | -- | --- |
|  | 1.   | Pisa           | 21 | 8 | 7 | 0 | 1 | 44 | 24 | +20 |
|  | 2.   | Milano         | 19 | 8 | 6 | 1 | 1 | 51 | 30 | +21 |
|  | 3.   | Viareggio      | 18 | 8 | 6 | 0 | 2 | 51 | 26 | +25 |
|  | 4.   | Lazio BS       | 13 | 8 | 4 | 1 | 3 | 43 | 27 | +16 |
|  | 5.   | Sambenedettese | 12 | 8 | 4 | 0 | 4 | 47 | 29 | +18 |
|  | 6.   | Romagna BS     | 5  | 8 | 1 | 1 | 6 | 21 | 43 | -22 |
|  | 7.   | Livorno        | 4  | 8 | 1 | 1 | 6 | 23 | 37 | -14 |
|  | 8.   | Vastese BS     | 3  | 8 | 1 | 0 | 7 | 16 | 40 | -24 |
|  | 9.   | Brescia BS     | 3  | 8 | 1 | 0 | 7 | 29 | 69 | -40 |

## Girone B

### Classifica[3]
|  | Pos. | Squadra                     | Pt | G | V | N | P | GF | GS | DR  |
|  | ---- | --------------------------- | -- | - | - | - | - | -- | -- | --- |
|  | 1.   | Catania                     | 27 | 9 | 9 | 0 | 0 | 70 | 19 | +51 |
|  | 2.   | Terranova Terracina         | 24 | 9 | 8 | 0 | 1 | 57 | 22 | +35 |
|  | 3.   | Villafranca BS              | 18 | 6 | 6 | 0 | 3 | 40 | 32 | +8  |
|  | 4.   | Canalicchio                 | 16 | 9 | 5 | 1 | 3 | 28 | 30 | -2  |
|  | 5.   | Napoli                      | 15 | 9 | 5 | 0 | 4 | 35 | 25 | +10 |
|  | 6.   | Ecosistem Futura Energia CZ | 12 | 9 | 4 | 0 | 5 | 28 | 40 | -12 |
|  | 7.   | Catanese BS                 | 9  | 9 | 3 | 0 | 6 | 47 | 54 | -7  |
|  | 8.   | Barletta                    | 6  | 9 | 2 | 0 | 7 | 29 | 53 | -24 |
|  | 9.   | Lamezia Terme               | 5  | 9 | 1 | 1 | 7 | 41 | 57 | -16 |
|  | 10.  | Atletico Licata             | 0  | 9 | 0 | 0 | 9 | 21 | 64 | -43 |

## Playoff

### Tabellone[4]
|  | Quarti di finale | Quarti di finale    | Quarti di finale |           |   | Semifinali     | Semifinali | Semifinali |  |  | Finale | Finale   | Finale |
|  |                  |                     |                  |           |   |                |            |            |  |  |        |          |        |
|  | 1                | Milano              | 4                |           |   |                |            |            |  |  |        |          |        |
|  | 8                | Villafranca BS      | 5                |           |   |                |            |            |  |  |        |          |        |
|  | 8                | Villafranca BS      | 5                |           |   | Villafranca BS | 2          |            |  |  |        |          |        |
|  |                  |                     |                  |           |   | Villafranca BS | 2          |            |  |  |        |          |        |
|  |                  |                     | Lazio BS         | 3         |   |                |            |            |  |  |        |          |        |
|  | 4                | Catania             | Lazio BS         | 3         | 6 |                |            |            |  |  |        |          |        |
|  | 4                | Catania             |                  |           | 6 |                |            |            |  |  |        |          |        |
|  | 5                | Lazio BS (dcr)      | 7                |           |   |                |            |            |  |  |        |          |        |
|  |                  |                     |                  |           |   |                |            |            |  |  |        | Lazio BS | 6      |
|  |                  |                     |                  | Viareggio | 7 |                |            |            |  |  |        |          |        |
|  | 3                | Viareggio           | 5                |           |   |                |            |            |  |  |        |          |        |
|  | 6                | Terranova Terracina | 1                |           |   |                |            |            |  |  |        |          |        |
|  | 6                | Terranova Terracina | 1                |           |   | Viareggio      | 3          |            |  |  |        |          |        |
|  |                  |                     |                  |           |   | Viareggio      | 3          |            |  |  |        |          |        |
|  |                  |                     | Pisa             | 2         |   |                |            |            |  |  |        |          |        |
|  | 2                | Pisa                | Pisa             | 2         | 8 |                |            |            |  |  |        |          |        |
|  | 2                | Pisa                |                  |           | 8 |                |            |            |  |  |        |          |        |
|  | 7                | Canalicchio         | 1                |           |   |                |            |            |  |  |        |          |        |

#### Finale 3º-4ºposto
| Squadra 1      | Risultato | Squadra 2 |
| -------------- | --------- | --------- |
| Villafranca BS | 5-4       | Pisa      |

## Piazzamenti[5]

### Semifinali 5º-8º posto
| Squadra 1           | Risultato | Squadra 2   |
| ------------------- | --------- | ----------- |
| Milano              | 8-4       | Catania     |
| Terranova Terracina | 2-3       | Canalicchio |

### Finale 7º-8º posto
| Squadra 1           | Risultato | Squadra 2 |
| ------------------- | --------- | --------- |
| Terranova Terracina | 1-9       | Catania   |

### Finale 5º-6º posto
| Squadra 1 | Risultato | Squadra 2   |
| --------- | --------- | ----------- |
| Milano    | 1-5       | Canalicchio |

## Classifica finale
| Posizione | Squadra     |
| --------- | ----------- |
|           | Viareggio   |
| 2         | Lazio       |
| 3         | Villafranca |
| 4         | Pisa        |
| 5         | Canalicchio |
| 6         | Milano      |
| 7         | Catania     |
| 8         | Terracina   |